# Glaubenbühlpass
Il Glaubenbühlpass è un passo di montagna tra il canton Lucerna e il Canton Obvaldo in Svizzera. Collega la località di Flühli posto a 730 m s.l.m. con quella di Giswil posta a 485 m s.l.m. Scollina a un'altitudine di 1.611 m s.l.m.